# Belagavi (district)
Belagavi (Kannada: Belagaavi, ಬೆಳಗಾವಿ, Marathi: Belgaon, बेळगांव) is een district van de Indiase staat Karnataka. Het district telt 4.207.264 inwoners (2001) en heeft een oppervlakte van 13.415 km². De hoofdstad is het gelijknamige Belagavi.

## Geografie
Het district grenst aan in het westen en noorden aan de staat Maharashtra en in het zuidwesten aan de staat Goa.
Belagavi is met zo'n 400.000 inwoners (census 2001) met voorsprong de grootste stad van het district. Andere relatief grote plaatsen zijn onder andere  Gokak, Nipani, Bail Hongal en Athni.

## Grensconflict
Het district Belagavi werd in 1956 onderdeel van de nieuwe staat Mysora (sinds 1973 Karnataka) als gevolg van de Reorganisatie van de staten, waardoor India's staten langs taalkundige en etnische lijnen werden gereorganiseerd. De staat Mysore is een staat voor de Kannada sprekende Kannadiga, maar in het district Belagavi wonen echter meer Marathi sprekende Marathi dan Kannadiga. Vanaf de reorganisatie wordt het district of in ieder geval een deel daarvan, dan ook door de staat Maharashtra geclaimd en de Marathi in het district zelf willen ook aansluiting bij Maharashtra. Ook aangrenzende gebieden die door Marathi worden bewoond worden geclaimd. Ondanks dat het grensconflict sinds 2006 bij het Hooggerechtshof van India ligt is er nog geen oplossing gevonden.